# خوآن دوم، پادشاه کاستیا و لئون
خوآن دوم، پادشاه کاستیا و لئون (اسپانیایی: Juan‎) یکی از پادشاهان قرون وسطای اسپانیا بود که از سال ۱۴۰۶ تا زمان مرگش در سال ۱۴۵۴ میلادی سلطنت کرد. او در سال ۱۴۰۵ جانشین خواهر بزرگترش، ماری کاستیا، ملکه آراگون، به عنوان شاهزاده آستوریاس شد.

## زندگی و سرگذشت
او در تاریخ ۶ مارس ۱۴۰۵ میلادی در شهر تورو واقع در تاج کاستیا به دنیا آمد. خوآن دوم پسر انریکه سوم، پادشاه کاستیا و لئون، و کاترین لنکستر بود. پس از مرگ پدرش در سال ۱۴۰۶، او در یک‌سالگی به‌عنوان پادشاه تاج‌گذاری کرد، اما در دوران کودکی‌اش، کشور توسط مادرش و دایی‌اش اداره می‌شد.
خوآن دوم در دوران سلطنتش با چالش‌های داخلی، نزاع‌های اشرافی و نفوذ زیاد وزیر مقتدرش «آلوارو دِ لونا» مواجه بود. علی‌رغم ضعف شخصی در مدیریت مستقیم امور، سلطنت او دوره‌ای مهم از نظر ادبیات، فرهنگ و هنر در اسپانیا به‌شمار می‌آید. او از حامیان مهم شاعران، نویسندگان و روشنفکران زمان خود بود.
در سال ۱۴۵۴ در شهر وایادولید درگذشت و پسرش، انریکه چهارم، جانشین او شد.